# Casapueblo
Casapueblo je zgrada koju je sagradio urugvajski umjetnik Carlos Páez Vilaró. Nalazi se u Punta Ballena, 13 kilometatara od Punta del Este u Urugvaj. Izvorno je to bila ljetna kuća i atelje umjetnik, a kasnije se prenamijenila u kompleks gdje su sada muzej, umjetničku galeriju, kafić i hotel. Bilo je to stalno prebivalište Vilara, gdje je radio i gdje je provodio svoje posljednje dane.

## Povijest
Sagrađena je oko malene drvene kuće koja je bila napravljene od dasaka nazvanih La Pionera (Pionir),  U stilu koji se može usporediti s kućama na mediteranskoj obali Santorinija, umjetnik ju je konstruirao kao gnijezdo urugvajske ptice hornero.  Zgrada, koja je dovršena nakon 36 godina, ima trinaest katova s terasama koje omogućuju gledanje zalaska sunca nad Atlantskim oceanom.
U njemu se odaje počast Carlosu Miguelu, Vilarovu sinu i jednom od šesnaest urugvajskih ragbijaša koji su preživjeli avionsku nesreću u Andama 13. listopada 1972.
Carlos Páez Vilaró ovdje je primao je neke od najvažnijih osoba iz kulturnog i političkog polja, poput spisateljice Isabel Allende, seksologinju Mariele Castro, umjetnika Vinícija de Moraesa i druge.

## Smještaj
Do svibnja 2020. Hotel Casapueblo je imao 20 soba i 50 apartmana, vrući bazen, saunu, bar i restoran. Glavna turistička sezona je od prosinca do veljače. Apartmanski hotel nazvan Hotel Casapueblo ili Club Hotel Casapueblo ima restoran nazvan Las Terrazas (Terase) koji slijedi stil izvorne konstrukcije. 

## Muzej
U glavnoj kupoli Casapuebla nalaze se muzej i radionica, gdje se mogu vidjeti dijelovi djela Carlosa Páeza Vilaróa . Sadrži četiri izložbene sobe: sobaNicolása Guilléna, soba Pabla Picassa, soba Rafaela Squirma, soba Joséa Gómeza Sicrea, projekcijsku sobu, terasu sirena, vidikovac Hipokampus, kafić Taberna del Rayo Verde (kafić Zeleni zrak) i butik,   